# Dangerosa de L'Isle Bouchard
Dangerosa de l'Isle Bouchard (1079-1151) era la hija de Bartolomé de L'Île-Bouchard. Fue la abuela materna de la célebre Leonor de Aquitania. Fue también amante del abuelo paterno de sus nietas Guillermo IX de Aquitania. Como amante de Guillermo el Trovador, fue conocida como La Maubergeonne  por la torre que él construyó para ella en su castillo en Poitiers. Dangerosa fue un sobrenombre que recibió por su carácter seductor; su nombre de pila pudo haber sido Amauberge (Gerberga).

## Familia
Los abuelos paternos de Dangerosa fueron Arcimbaldo Borel de Bueil e Inés de l'Isle Bouchard. A través de su nieta, Dangerosa fue antepasada de varios monarcas y nobles, incluyendo a Ricardo I de Inglaterra, María de Francia (condesa de Champaña), Juan de Inglaterra, Godofredo II de Bretaña, Juana (reina de Sicilia), Leonor Plantagenet (reina de Castilla), Matilde Plantagenet (duquesa de Sajonia) y Enrique el Joven.
Su nieta Leonor fue reina consorte de Francia, reina consorte de Inglaterra y duquesa de Aquitania (por derecho propio).

## Vida

### Matrimonio
Dangerosa se casó con el vizconde Amalarico I de Châtellerault en fecha que se desconoce. Aconsejó a su esposo que donase propiedades al priorato de  Saint Denis en Vaux en una carta datada en 1109, lo que significa que se casaron antes de este punto. Dangerosa fue una mujer que hacía su voluntad y se preocupaba poco de la opinión de sus pares.
Su matrimonio produjo cinco hijos (dos hijos y tres hijas):
- Hugo (m. antes de 1176), que sucedió a su padre como vizconde de Châtellerault,
- Raúl (m. 1190), que se convirtió en señor de Faye-la-Vineuse a través de su matrimonio con Isabel de Faye; tuvieron descendencia; él se convirtió en gran senescal de Aquitania,
- Leonor/Aenor/Eleanor (h. 1103-marzo de 1130), que se casó con el duque Guillermo X de Aquitania. Fue la madre de la duquesa Leonor, Petronila, y Guillermo Aigret, quien murió a los cuatro años de edad,
- Amable, se casó con Wulgrin II, conde de Angulema,
- Aois (destino desconocido).

Dangerosa y Amalarico estuvieron casados durante alrededor de siete años antes de que ella dejara a su esposo para convertirse en la amante del duque Guillermo IX; este fue un asunto tristemente célebre.

### Amante de Guillermo IX
Mientras viajaba por Poitou, el duque Guillermo IX de Aquitania conoció a la "seductora" Dangerosa. Esto llevó a que ella dejara a su esposo por el duque Guillermo, quien fue excomulgado por la iglesia por "secuestrarla"; sin embargo, parece que ella fue partícipe voluntario en el asunto. La instaló en la torre Maubergeonne de su castillo en Poitiers, y, como relata Guillermo de Malmesbury, incluso pintó un cuadro de ella en su escudo.
Al regresar a Poitiers desde Tolosa, la esposa de Guillermo, Felipa de Tolosa se enojó al descubrir a una mujer rival viviendo en su palacio. Ella apeló a sus amigos en la corte de Aquitania y a la Iglesia; sin embargo, ningún noble pudo ayudarla puesto que Guillermo era su señor feudal, y cuando el legado papal Giraud se quejó a Guillermo y le dijo que devolviera a Dangerosa a su esposo, la única respuesta de Guillermo al calvo legado fue, "Crecerán rizos en tu coronilla antes de que yo me aleje de la vizcondesa." Humillada, en 1116, Felipa eligió retirarse a la abadía de Fontevrault.
Dangerosa y Guillermo tuvieron tres hijos:
- Enrique (m. después de 1132), un monje y más tarde prior de Cluny,
- Adélaïda,
- Sibila, abadesa de Saintes.

Algunos creen que Raimundo de Poitiers, fue un hijo de Guillermo y Dangerosa, más que de Felipa de Tolosa. Una fuente primaria que nombra a su madre no se ha identificado aún. Sin embargo, no se le menciona en otras fuentes como hijo legítimo de Guillermo IX. Es por lo tanto razonable suponer que nació de la relación del duque con Dangerosa. Si este fuera el caso, Dangerosa fue abuela de Bohemundo III de Antioquía, María de Antioquía y Felipa de Antioquía.
Felipa murió dos años después y la primera esposa de Guillermo Ermengarda decidió vengar a Felipa. En octubre de 1119, ella apareció de repente en el Consejo de Reims celebrado por el papa Calixto II y exigió que el papa excomulgara a Guillermo (de nuevo), expulsara a Dangerosa del palacio ducal, y se la restaurara a ella en su legítimo lugar como duquesa consorte. El papa "declinó cumplir con ella"; sin embargo, siguió preocupando a Guillermo durante varios años después.
Las relaciones entre Guillermo y su hijo legítimo Guillermo se vieron enturbiadas por la relación de su padre con Dangerosa. Sólo se pacificó cuando la pareja organizó el matrimonio entre Guillermo el Joven y la hija de Dangerosa, Leonor, en 1121; al año siguiente nació Leonor.
Guillermo murió el 10 de febrero de 1127; después de esa fecha, nada está documentado de Dangerosa. Ella murió en 1151.